# 交通センター前駅
交通センター前駅（こうつうセンターまええき）は、和歌山県和歌山市西にある和歌山電鐵貴志川線の駅。駅番号は06。

## 歴史
開業は1999年と、貴志川線の中ではもっとも新しい駅である。これは和歌山県警察本部交通センター（和歌山県運転免許試験場）へのアクセスを向上する目的で建設されたためである。これまで隣の岡崎前駅から徒歩約20分かかったが当駅開業後は徒歩1分と大幅に短縮された。

### 年表
- 1999年（平成11年）5月7日：南海電気鉄道貴志川線の駅として開業。
- 2006年（平成18年）4月1日：和歌山電鐵への継承により同社貴志川線の駅となる。

## 駅構造

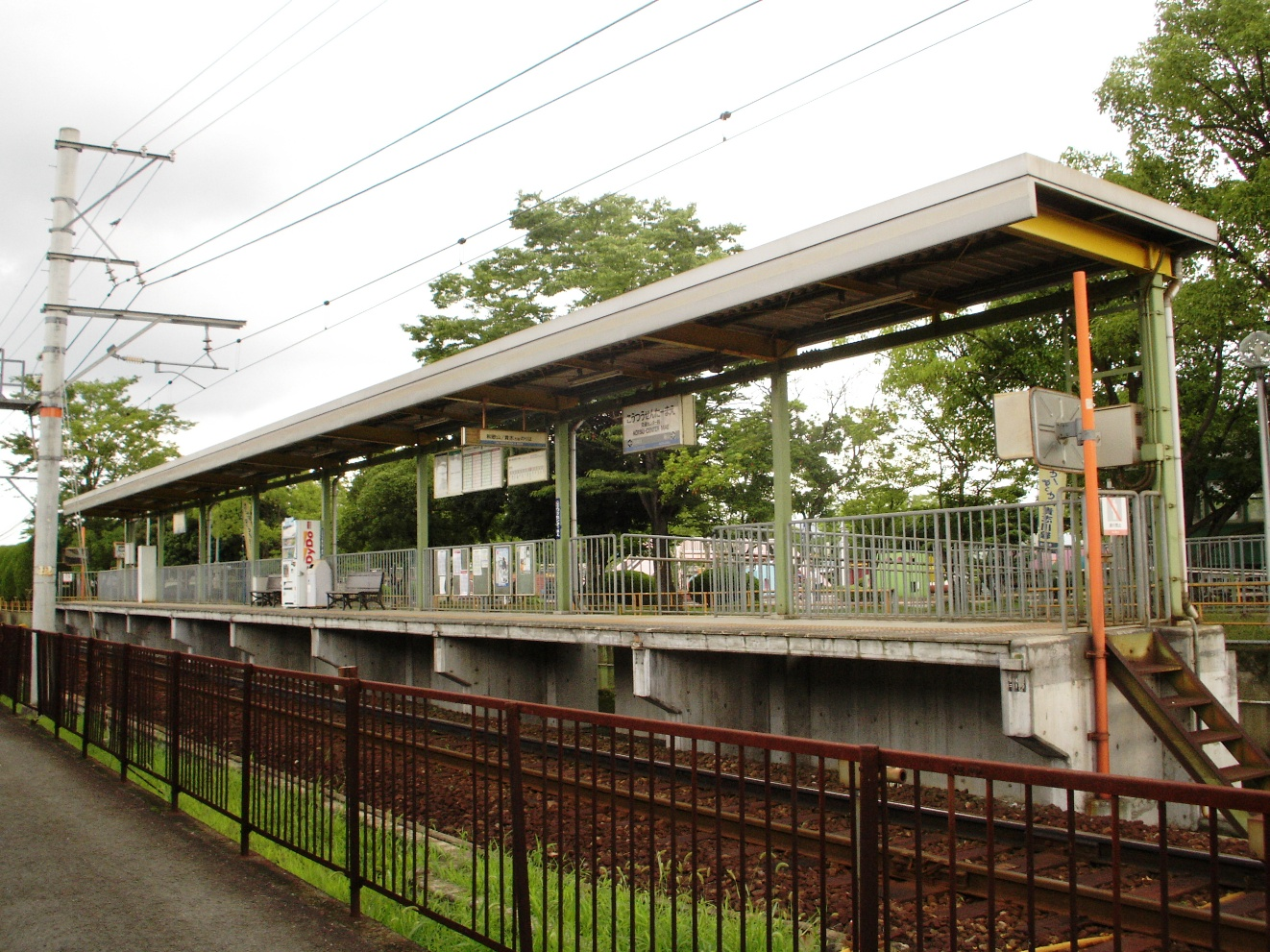
ホーム（2007年7月）

片面1面1線のホームを南側に持つ地上駅である。ホームには屋根があるだけで、駅舎はない。便所は駅設備としてはないが、和歌山交通公園内に男女別の公衆便所（水洗式）がある。
無人駅で、自動券売機や自動改札機などは設置されていない。

## 利用状況
2020年（令和2年）度の調査結果では、1日平均乗降人員は230人である。
各年度の1日平均乗降人員は下記の通り。
| 年度   | 1日平均 乗降人員 |
| ------ | ---------------- |
| 2000年 | 76               |
| 2001年 | 74               |
| 2002年 | 111              |
| 2003年 | 125              |
| 2004年 | 120              |
| 2005年 | 128              |
| 2006年 | 288              |
| 2007年 | 299              |
| 2008年 | 355              |
| 2009年 | 346              |
| 2010年 | 344              |
| 2011年 | 339              |
| 2012年 | 340              |
| 2013年 | 358              |
| 2014年 | 359              |
| 2015年 | 259              |
| 2016年 | 243              |
| 2017年 | 238              |
| 2018年 | 228              |
| 2019年 | 216              |
| 2020年 | 230              |
| 2021年 | 236              |

## 駅周辺

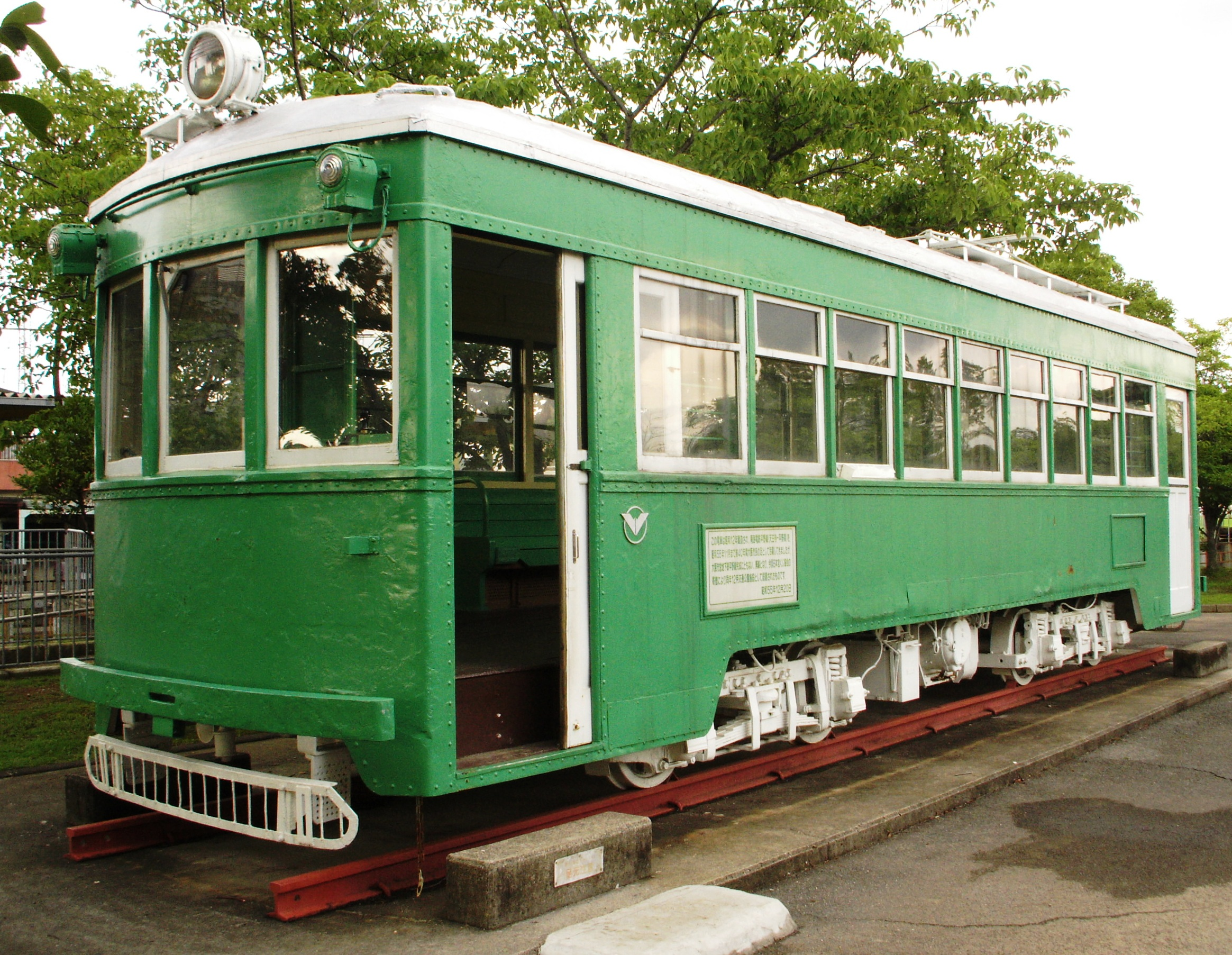
旧南海平野線モ217
（駅前に静態保存）

駅前の交通公園には、南海平野線（1980年廃止）で走っていたモ217が静態保存されていたが、2023年に老朽化のため解体された。
- 和歌山県警察本部交通センター
- 和歌山県立和歌山交通公園
- 和歌山市役所岡崎支所
- 和歌山県道13号和歌山橋本線
- 和田川

## 隣の駅
和歌山電鐵
■貴志川線
竈山駅 (05) - 交通センター前駅 (06) - 岡崎前駅 (07)
- （）内は駅番号を示す。